# Can Canals (Tossa de Mar)
Can Canals és un edifici del municipi de Tossa de Mar (Selva). És una casa d'origen medieval reformada en època moderna i restaurada durant el segle xx. Actualment funciona com a restaurant en època estival i s'anomena Santa Marta. Forma part de l'Inventari del Patrimoni Arquitectònic de Catalunya.

## Descripció
És una casa de tres plantes amb golfes i terrassa i coberta de dues aigües a façana. Està tota arrebossada i pintada a excepció dels marcs de les obertures. La planta baixa consta d'una porta adovellada de mig punt de grans blocs, una altra porta i dues finestres de nova construcció d'obra i rajola. Existeix un plafó de ceràmica pintada, signada per Vilaclara de la Bisbal, dedicat a Santa Marta. Apareix un àngel amb la palma martirial, una església, el mar, Santa Marta en primer terme i un drac marí.
L'interior, dedicat a restaurant, és d'embigat de fusta i amb sòcols ceràmics d'un metre d'alçada. Entre la planta baixa i el primer pis hi ha una estructura metàl·lica per suportar la tela que serveix de tendal a l'estiu. Com que a l'estiu funciona com a restaurant, la planta baixa té la pintura més nova i repassada que la resta de plantes.
El primer pis conté dues finestres emmarcades de pedra. N'hi ha una de permòdols i una altra d'estil gòtic amb arc conopial de taló i polilobulat. Aquesta finestra presenta als blocs que fan d'impostes dues cares d'àngels querubins amb ales, una per costat, a la cantonada de la finestra. Entre les traceries polilobulades també hi ha dos acabaments amb figuració de cap humà.
El segon pis conté dues finestres emmarcades de pedra amb l'ampit motllurat. Sobre una senzilla cornisa, s'alcen unes golfes d'un sol vessant amb terrassa cap a ponent.
Davant de la casa es conserva un pou de planta circular amb el brocal de pedra i ventalles de fusta i ferro de forja.